# Расловка 1-я
Расловка 1-я — село в Саратовском районе Саратовской области России. С 1 января 2022 года входит в состав городского округа Саратова.

## Физико-географическая характеристика
Село располагается на севере Саратовского района, в 9 километрах от посёлка Дубки и в 35 километрах от областного центра города Саратова. Село располагается на берегах реки Курдюм. Через село проходит автодорога южный подход до аэропорта Гагарин.
Климат
Климат в селе близок к умеренно-холодному климату. Наблюдается большое количество осадков, даже в самый засушливый месяц (согласно классификации климатов Кёппена — Dfa). Среднегодовая температура в селе — 6,3 °C. Среднегодовая норма осадков — 446 мм. Наименьшее количество осадков выпадает в марте и составляет 26 мм. Наибольшее количество осадков выпадает в августе, в среднем 45 мм.
Часовой пояс
Расловка 1-я, как и вся Саратовская область, находится в часовой зоне МСК+1. Смещение применяемого времени относительно UTC составляет +4:00.
Уличная сеть
В селе пять улиц: Верхняя, Зелёная, Речная, Вишнёвая, Заречная. Также к селу относятся территории 32 садово-некоммерческих товарищества.

## Население
| 2002 | 2010 |
| ---- | ---- |
| 41   | ↗106 |

На 2019 год в селе проживало 96 человека, насчитывается 52 двора.

## Инфраструктура
Село газифицировано с 2021г.
Железнодорожная платформа Первая Расловка на линии Сызрань — Иловля; пассажирское сообщение с Саратовом (1 ч 4 мин в пути), аэропортом Гагарин (о.п. Аэропорт Гагарин, 6 мин в пути) и Тарханами (37 мин в пути) электропоездом (от 3 до 5 рейсов в день).

## Фотогалерея

Виды села
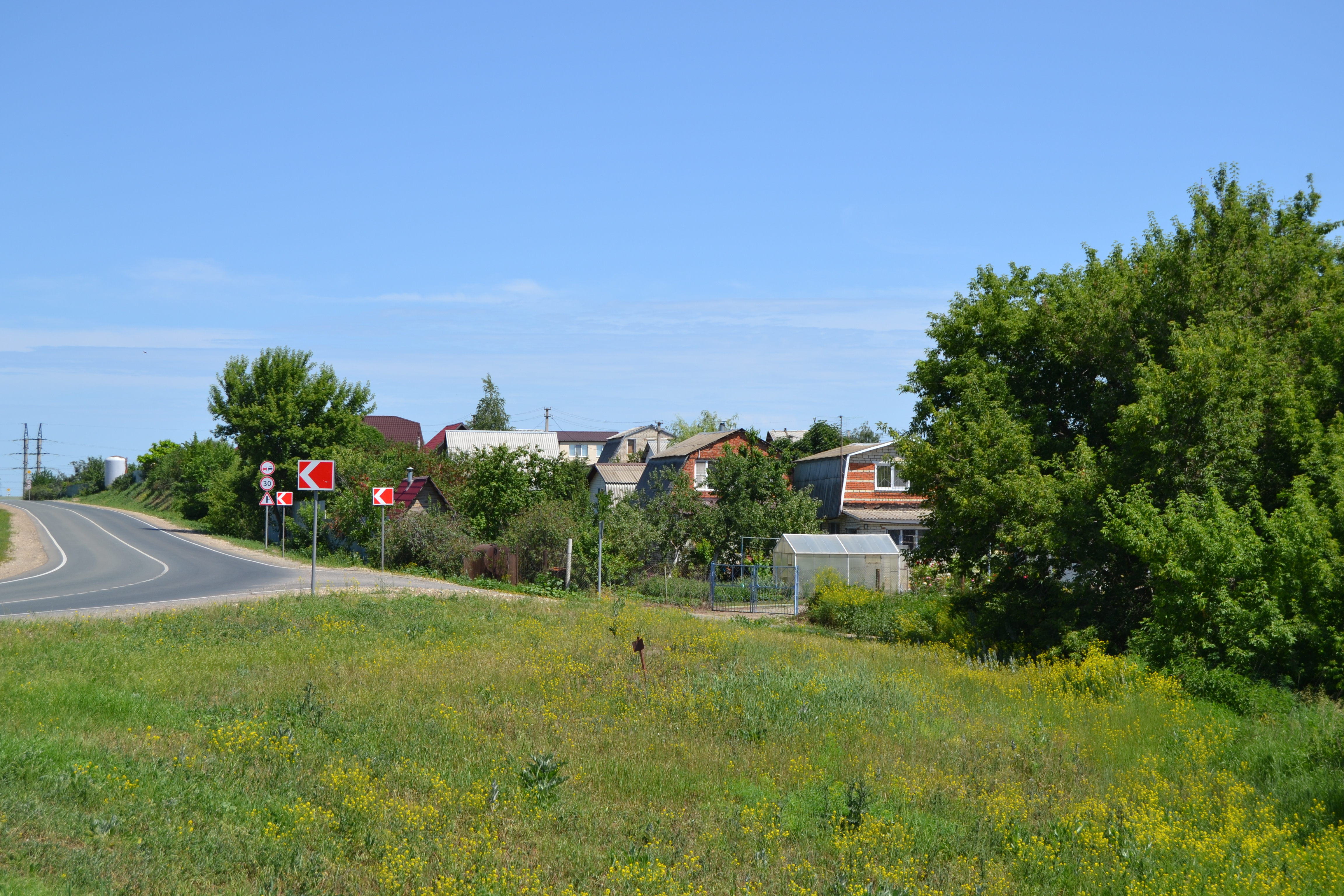
СНТ Веснянка
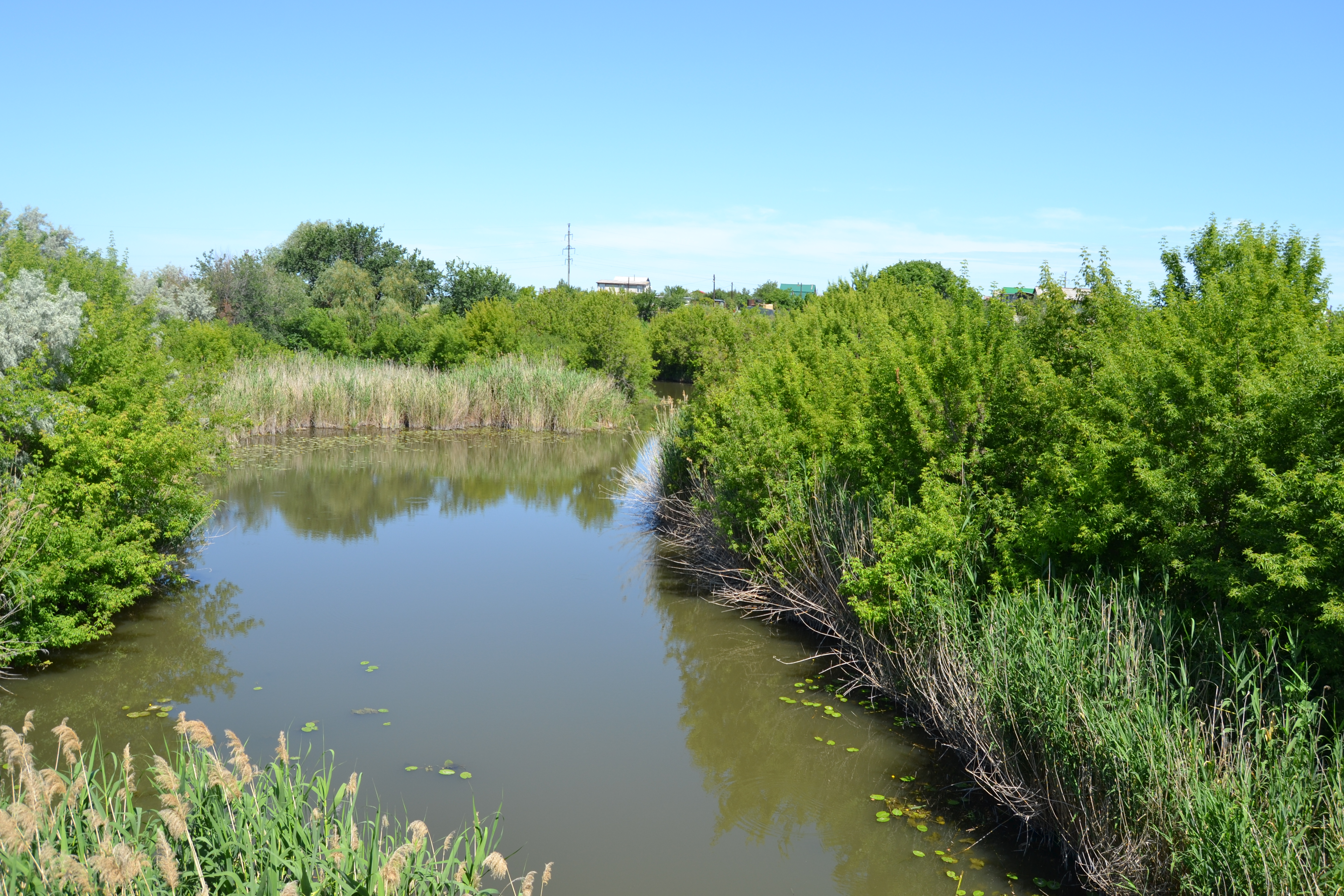
На берегах реки Курдюм
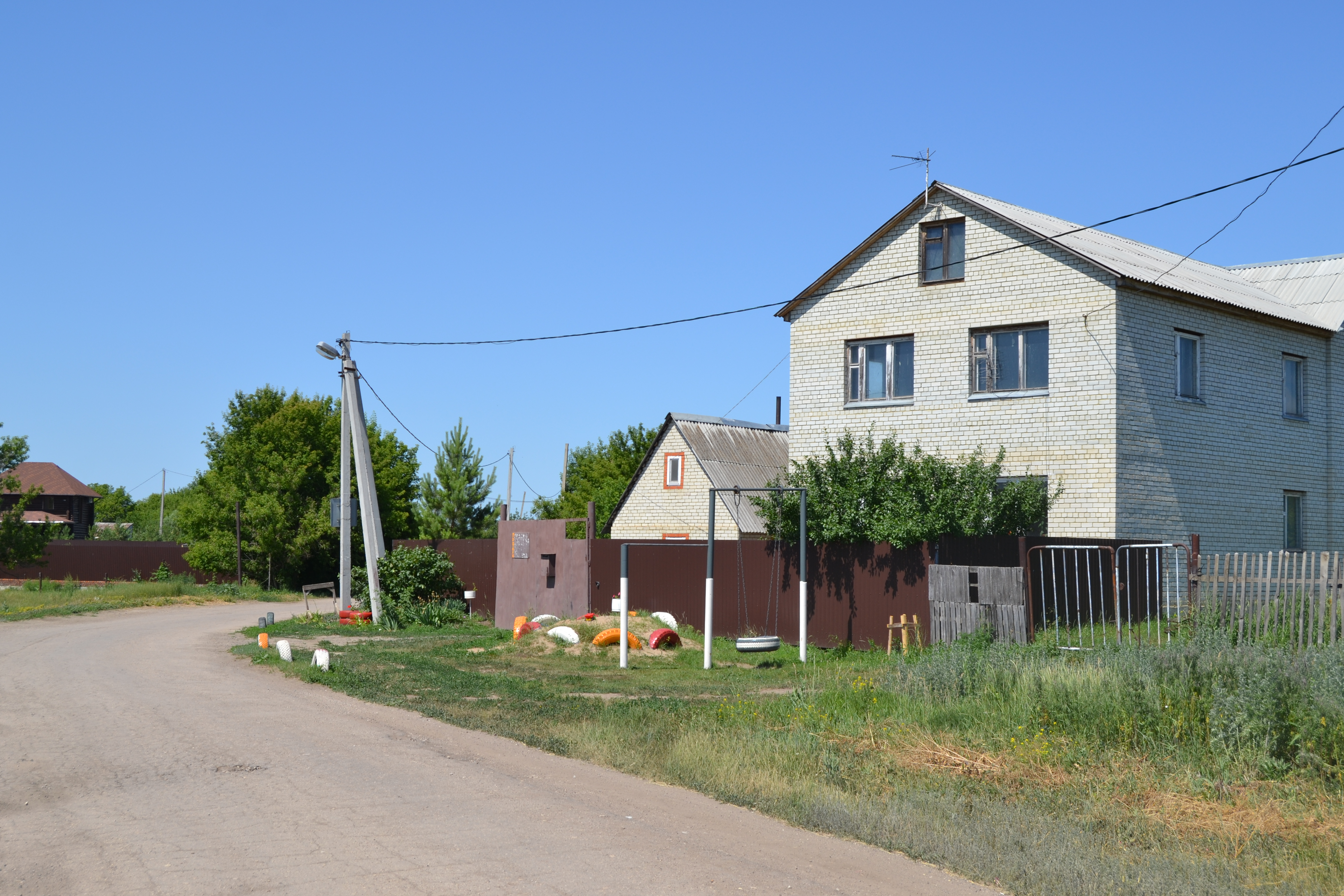
Частный жилой сектор
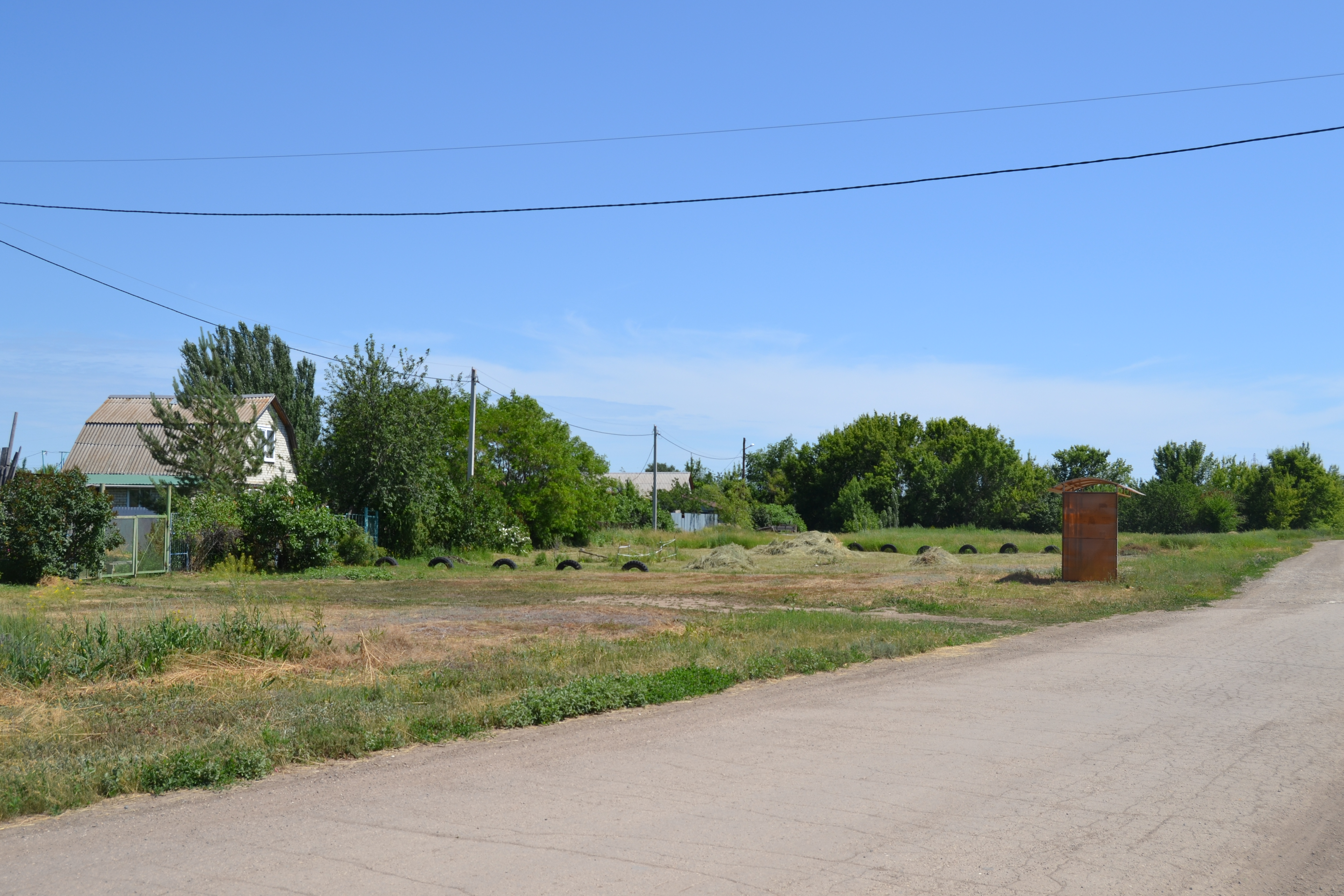
Улица Зелёная